# Carex californica
Carex californica är en halvgräsart som beskrevs av Liberty Hyde Bailey. Carex californica ingår i släktet starrar, och familjen halvgräs. Inga underarter finns listade i Catalogue of Life.